# Saint-Jeannet (Alpes-de-Haute-Provence)
Saint-Jeannet település Franciaországban, Alpes-de-Haute-Provence megyében. Lakosainak száma 48 fő (2022. január 1.). Saint-Jeannet Bras-d’Asse, Le Chaffaut-Saint-Jurson, Entrevennes, Estoublon, Malijai, Mézel, Puimichel és Saint-Julien-d’Asse községekkel határos.

## Népesség
A település népessége az elmúlt években az alábbi módon változott:
| Lakosok száma | 42   | 43   | 47   | 50   | 61   | 63   | 54   | 48   | 48   | 48   |
|               | 1968 | 1982 | 1990 | 2006 | 2013 | 2015 | 2017 | 2019 | 2020 | 2022 |